# Sorghum
Sorghum Moench, 1794 è un genere di piante della famiglia delle Poacee (o Graminacee).
Il sorgo è un cereale privo di glutine.

## Etimologia
L'origine del nome è incerta. Potrebbe derivare da una parola indiana oppure, più probabilmente, da una deformazione medievale della parola syriacum (siriaco, della Siria).

## Descrizione
Il sorgo è una pianta annuale di altezza 1-1,5 m nelle varietà da granella e oltre 2 m in quelle da foraggio, con foglie spesse e rivestite di cera. Il culmo porta una pannocchia compatta o spargola a seconda della varietà; la cariosside è arrotondata nei sorghi da granella, affusolata in quelli gentili.
Il sorgo viene utilizzato da secoli soprattutto da parte di alcune popolazioni africane come primo alimento nella loro dieta, il suo sapore neutro e corposo lo rende adatto ad una grande varietà di piatti.
Può essere consumato integrale, oppure decorticato per la preparazione di zuppe, oppure macinato per la produzione di farine per ottenere polente o porridge, piadine, focacce, pane e prodotti da forno, grissini, torte, biscotti, ecc. In alcune zone è utilizzato per la produzione di birra. La granella di sorgo può essere arrostita, fioccata, bollita, e servita come il riso o il couscous. Il sorgo ha un contenuto di grassi molto basso e dopo averlo mangiato lascia un piacevole senso di sazietà e di leggerezza. Grazie ad alcune ditte specializzate, che hanno intrapreso, da diversi anni, la lavorazione del sorgo bianco, è possibile trovare il sorgo bianco decorticato e in farina da agricoltura biologica per alimentazione umana e per celiaci anche negli Stati Uniti e in Italia.
Esistono diverse varietà di sorgo: non tutte sono adatte all'alimentazione umana, solo alcune varietà sono destinate a diventare sorgo alimentare, per questo vengono scelte varietà testate gradevoli con gusto leggermente dolce. Una caratteristica del sorgo è la sua piacevole gommosità che lo distingue da tutti gli altri cereali.
Un'alimentazione a base di sorgo porta un notevole benessere ambientale. Il sorgo infatti è un cereale che resiste molto bene alla siccità, in caso di lunghi periodi di siccità infatti la sua attività vegetativa si riduce al minimo arrivando ugualmente alla maturazione finale della pianta; a differenza degli altri cereali che non avrebbero nessuna possibilità di sopravvivenza, non richiede un forte dispendio di acqua e tanta energia come ad esempio riso e mais. I terreni non devono subire forti concimazioni e interventi di diserbi, in quanto la pianta sovrasterà le malerbe prendendo il sopravvento, inoltre dopo la coltivazione il sorgo lascerà un buon arricchimento di sostanze nutritive sul terreno per il raccolto successivo.

## Distribuzione e habitat
Molte delle varietà coltivate sono di origine africana. Alcune specie si trovano anche spontanee in India.
Tra l'VII e il XIII secolo il genere vede un'amplissima diffusione, ad opera dei popoli arabi, in Medio Oriente, Nordafrica ed Europa.

## Tassonomia
Il genere comprende le seguenti specie:
- Sorghum amplum Lazarides
- Sorghum bicolor (L.) Moench
- Sorghum brachypodum Lazarides
- Sorghum bulbosum Lazarides
- Sorghum burmahicum Raizada
- Sorghum controversum (Steud.) Snowden
- Sorghum ecarinatum Lazarides
- Sorghum exstans Lazarides
- Sorghum grande Lazarides
- Sorghum halepense (L.) Pers.
- Sorghum interjectum Lazarides
- Sorghum laxiflorum F.M.Bailey
- Sorghum macrospermum E.D.Garber
- Sorghum matarankense E.D.Garber & Snyder
- Sorghum nitidum (Vahl) Pers.
- Sorghum propinquum (Kunth) Hitchc.
- Sorghum sorghoides (Benth.) Qing Liu & P.M.Peterson
- Sorghum virgatum (Hack.) Stapf

Le specie presenti in Italia sono il sorgo selvatico (Sorghum halepense), presente e comune in tutto il territorio nazionale, ed il Sorghum bicolor (sin.: Sorghum vulgare) che è la specie coltivata soprattutto nelle zone collinari dell'Emilia-Romagna ed in Toscana.
La sottospecie Sorghum bicolor bicolor è di grande importanza per i paesi tropicali e sub sahariani, in quanto viene impiegata nell'alimentazione umana. Appartengono a questa sottospecie sia il sorgo rosso che quello giallo.
Nel IX secolo si diffonde la coltivazione anche in Europa, soprattutto Francia e Italia  (Pianura Padana, Veneto e Toscana) con varietà rosse, bianche e rosate. Le varietà di sorgo bianco sono preferite perché presentano valori nutrizionali più interessanti.

## Produzione
| I maggiori produttori di sorghum nel 2018 | I maggiori produttori di sorghum nel 2018 |
| Paese                                     | Produzione (tonnellate)                   |
| ----------------------------------------- | ----------------------------------------- |
| Stati Uniti                               | 9.271.070                                 |
| Nigeria                                   | 6.862.343                                 |
| Sudan                                     | 4.953.000                                 |
| Etiopia                                   | 4.932.408                                 |
| India                                     | 4.800.000                                 |
| Messico                                   | 4.531.097                                 |
| Brasile                                   | 2.272.939                                 |
| Cina                                      | 2.192.032                                 |
| Niger                                     | 2.100.190                                 |
| Burkina Faso                              | 1.929.834                                 |
| Argentina                                 | 1.563.445                                 |
| Mali                                      | 1.469.688                                 |
| Camerun                                   | 1.416.116                                 |
| Australia                                 | 1.257.219                                 |
| Bolivia                                   | 1.023.314                                 |

## Coltivazione

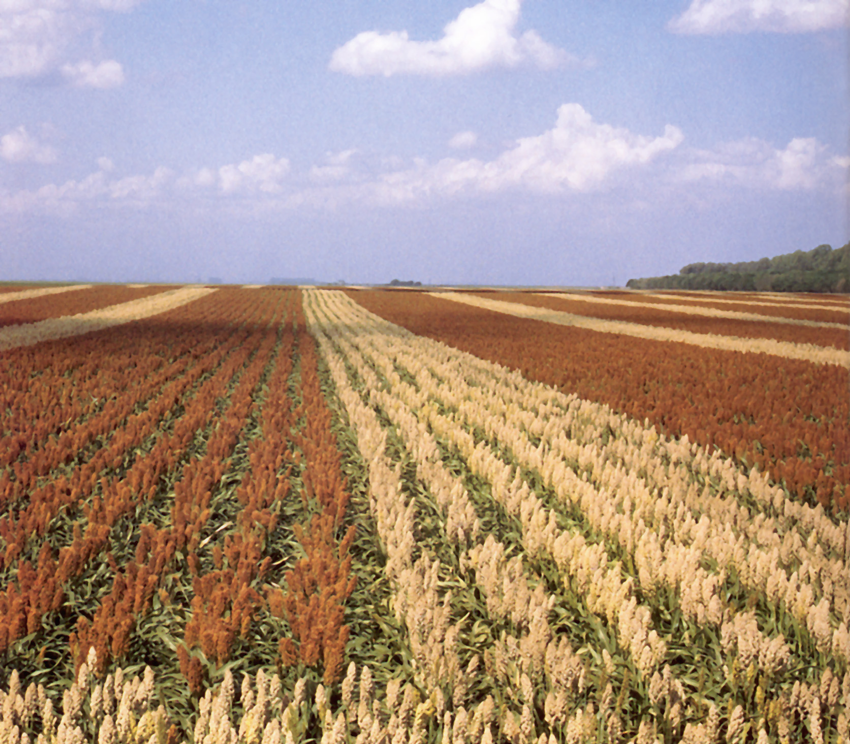
Campo di sorgo ibrido

Il sorgo non è particolarmente esigente in fatto di terreni, anche se preferisce quelli ricchi di sostanza organica e di elementi minerali. La tecnica colturale è simile a quella del mais.
Il sorgo viene seminato nella prima decade di maggio, essendo più del mais suscettibile ai ritorni di freddo. Si distribuiscono 15–25 kg/ha di seme, con investimenti che vanno da 25-30 piante/m² in ambienti asciutti a 30-40 in zone in cui si può intervenire con l'irrigazione.
La distanza di semina è di 45–50 cm tra le file e di 4-4,5 cm sulla fila.
La raccolta si effettua con mietitrebbia in settembre-ottobre, ottenendo produzioni variabili da 4-6 t/ha di granella, nei terreni collinari e asciutti, fino a 8-9 t/ha e oltre nelle migliori condizioni.
Il sorgo rappresenta una valida alternativa al mais, nella produzione di granella e foraggi insilati, in quelle aree non irrigue e con scarse precipitazioni estive in cui è arduo condurre una buona coltura di mais.